# Ducado raiz

Sacro Império Romano-Germânico, por volta do ano 1000
----
Ducado da Saxônia
Baixa Lorena
Alta Lorena
Ducado da Francônia
Ducado da Suábia
Ducado da Baviera

Um ducado raiz ou ducado étnico (em alemão: Stammesherzogtum, literalmente ducado raiz) era, essencialmente, os domínios de antigas tribos germânicas na área associada com o Reino dos francos, especialmente a leste do Reno, durante a alta idade média. Finalmente, quando a Frância Oriental se torna o Sacro Império Romano-Germânico, as áreas correspondentes as antigas tribos assumiram novas identidades como subdivisões do Império, incorporando Lorena (devidamente Media de França).  Os ducados mais tarde, não tinham definidos os limites administrativos de forma precisa, mas a área ocupada pelas principais tribos germânicas. Seus duques, portanto não foram os Administradores Reais, nem Senhores Territoriais.

## Antigos ducados raiz
Os ducados raiz eram regiões habitadas por tribos germânicas que foram associados com o Reino dos francos. Os ducados foram entidades mais ou menos independentes dirigida por líderes locais que tinham adquirido o título de Herzog (o equivalente a duque). Todos eles foram abolidos durante o início da Dinastia carolíngia.
Estes ducados raiz eram:
- Alamania (ou Suábia): os alamanos caíram sob domínio dos francos por volta de 496 por Clóvis na batalha de Tolbiac. Teve a nobreza alamana sumariamente executa em Cannstatt, depois de um levante alamano em 746 pelo Mordomo Carlomano. Foi governada por duques francos pelo século seguinte.
- Baviera: subjugado pelos francos em 550 e eram governados pelos agilofingos até 788, quando Carlos Magno retira do poder o último duque.
- Saxônia: os saxões estavam relativamente associados aos francos na época merovíngia, mas na prática independente, até que eles foram submetidos por Carlos Magno, durante as Guerras dos Saxões (772-804).

## Novos ducados raiz

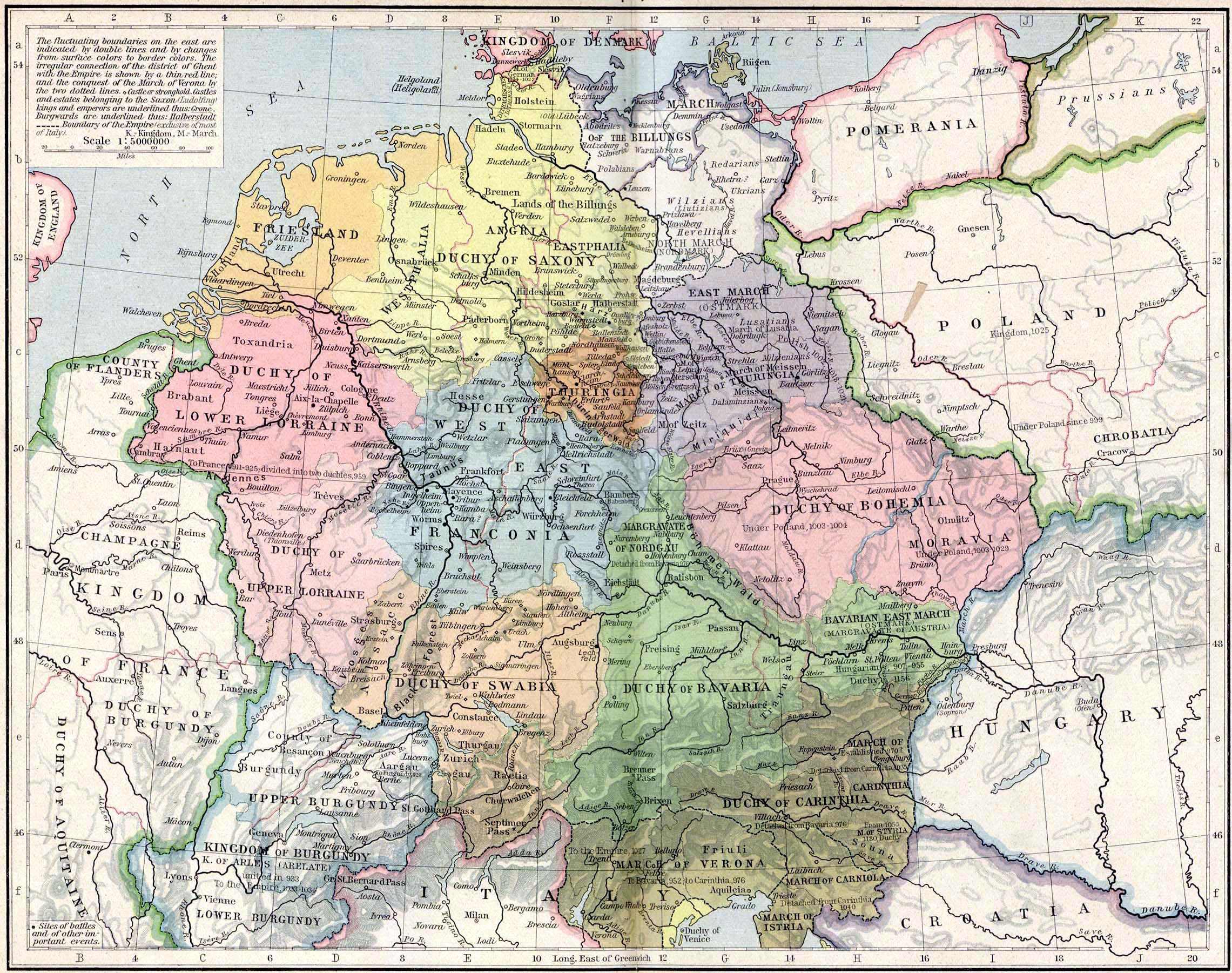
o Reino da Frância Oriental (919) com os novos Ducados Tribais:
Saxônia em amarelo, Francônia em azul, Baviera em verde, Suábia em laranja claro, e Lotaríngia em rosa

Após o desaparecimento dos ducados raiz, o carolíngios administraram estas regiões através de condes e preceptores ou ocasionalmente entregaram o poder a um membro da Dinastia, como no caso de Luís, o Germânico, na Baviera. Após a divisão do Reino Franco nos Tratados de Verdum (843), Meerssen (870) e Ribemont (880), França Oriental estava composta pela Baviera, Alamânia e Saxônia juntamente com a parte oriental do território franco. O Reino foi dividido entre os filhos de Luís, o Germânico, em grande parte ao longo das linhas das tribos em 864-865. Poder real desintegrou-se rapidamente após a 899 sob a liderança de Luís IV de Alemanha, que permitiu que os magnatas locais reviverem os Ducados como entidades autônomas e levar suas tribos sob a autoridade suprema do Rei. Depois que o ramo oriental dos Carolíngios foi extinguido, em 911, os Duques competiram pela coroa, primeiro com os Francos Conradinos (911) e, finalmente, com o triunfo do otonianos saxões. Embora o governo forte destes e de seus sucessores foram, muitas vezes reduzidos de duques para simples Tenentes Reais, novamente, os Ducados Tribais permaneceram praticamente intactos até o reinado da Dinastia de Hohenstaufen.
- Ducado da Saxônia (880-1180): A Casa de Liudolfinga (Dinastia Saxã ou Otoniana), ocuparam a administração da Saxônia, e ascendeu até à posição de Duques e, séculos mais tarde, o título de Rei após a 919. No século XI, o ducado foi liderado pelo Bilungos, e depois de 1137 a Casa de Guelfo dominou o Ducado. A queda do Duque Henrique, o Leão, em 1180, o ducado foi dividido em três partes menores: o Ducado de Vestfália, o Ducado de Brunsvique-Luneburgo e o Ducado da Saxônia (este em torno do Rio Elba).
- Ducado da Francônia (906-939): a família de Conradina, próxima da Corte Real, ganhou hegemonia ducal na Francônia, mas falhou na unificação da região. Depois de alcançar a Coroa Real em 911, tiveram de ceder o trono para a Casa de Liudolfinga. Depois de uma fracassada rebelião, os Conradinos foram depostos e o Ducado tornou-se uma Possessão da Coroa. A região foi assim dividida em um conglomerado de principados eclesiásticos e territórios feudais.
- Ducado da Baviera (907-1180): a dinastia luitpoldinga, responsável pela defesa da Marca de Caríntia, ascendeu à posição de Duques. Eles foram sucedidos por um ramo da dinastia Liudolfinga, e finalmente pelos Guelfos, cujas lutas contra os Reis da Dinastia de Hohenstaufen ocasionou a separação da Baviera da Áustria (1156), Estíria e do Tirol (1180). O reduzido território ducal foi entregue à família de Wittelsbach.
- Ducado da Suábia (909-1268): a Hunfridingos estabelecidos em Turgóvia primeiro adquiriu a posição dos Duques, mas logo a perdeu em suas lutas contra os Reis Liudolfingos. Depois de passar por várias famílias, o Ducado passou para a Casa de Hohenstaufen, em 1079. Sua ascensão à Coroa Real da Suábia um suporte da Coroa, mas a sua queda no século XIII levou a Suábia para a completa desintegração e os pedaços foram dominados pelas Famílias Wittelsbach, Vurtemberga e Habsburgo.
- Ducado da Lorena (903-959): como uma peça central o Reino Franco e com uma identidade tribal essencialmente franca, a Lotaríngia foi organizada como um Ducado em 903 e manteve uma posição cambiante entre os Reinos de Frância Oriental e de Frância Ocidental até o ano de 939, quando finalmente foi incorporada ao Reino da França Oriental. Em 959 o Ducado foi dividido em Baixa Lotaríngia (que por sua vez foi dividida ainda mais) e Alta Lotaríngia (parte da qual resultaria no atual território francês da Lorena).

## Ducados raiz em França
Historiadores alemães têm limitado, normalmente, o termo do Ducado de Raiz ou Tribal do Reino da França Oriental devido a sua diversidade de tribos germânicas, ao contrário do Reino romanizado e mais padronizado do Oeste da França, cujos ducados foram considerados unidades regionais de administração sem coesão étnica. No entanto, de acordo com Flach e Kienast, os Ducados da França (Bretanha, Normandia, Gasconha, Aquitânia e Borgonha) também tinham bases étnicas antes os Reis Franceses começaram a criar Ducados no século XIV. A natureza e o papel dos Ducados Tribais Germânicos caracterizam-se agora diferenciando-os como os antigos Ducados da França.